# Vriesea pardalina
Vriesea pardalina là một loài thuộc chi Vriesea. Đây là loài bản địa của Brasil.